# Randers Station
Randers Station – eller Randers Banegård – er en dansk jernbanestation beliggende i byen Randers i Østjylland. Den blev indviet i 1862 som endestation på Jyllands første jernbane, Aarhus-Randers-banen.

## Stationsbygningen
Stationsbygningen er tegnet som almindeligt entreprenørbyggeri af en ukendt arkitekt. Banen blev anlagt af et engelsk konsortium, og lignende stationsbygninger findes i England.
Bygningen fremstår i dag meget ombygget. Den blev senest renoveret i 2007 Tidligere var der både kiosk, billetsalg og restaurant. Efterfølgende anvendte DSB dele af bygningen til callcenter. I dag rummer den en 7 Eleven-kiosk og radiostudier for lokalradioerne Radio ABC og Radio Alfa.
Stationen blev i 2007 kendt fra tv·2-sangen Randers Station.

## Historie
I 1869 blev Den østjyske længdebane forlænget nordpå med åbningen af Randers-Aalborg Jernbane, og i 1876 blev Randers-Ryomgård-banen åbnet. I 1883 blev Randers-Hadsund Jernbane åbnet, men den havde sin egen "Hadsundbanegård".
Randers var oprindeligt en rebroussementsstation, hvor Aarhus-banen via Neder Hornbæk gik ind til stationen fra nordvest ligesom den senere Aalborg-bane. Men da Den østjyske længdebane skulle gøres dobbeltsporet, blev Randers i 1936 gennemkørselsstation ved at man erstattede det gamle tracé mellem Stevnstrup og Randers med det nuværende, der slår et stort sving mod øst og krydser Gudenåen to gange – nordøst for Stevnstrup og syd for Randers – så banen går ind i den sydøstlige ende af Randers station.
Persontrafikken på Randers-Ryomgård-banen blev indstillet i 1971, men der var godstrafik Randers-Pindstrup indtil 1993. I de sidste år blev det et problem, at Strømmensbroen, der førte banen over Gudenåen, kun havde et tilladt akseltryk på 16 tons. Så i 1991 indviede man en omlægning af banen, så den blev sluttet til Den østjyske længdebane syd for Gudenåen og benyttede længdebanens bro over åen. Den blåmalede Strømmensbro er i dag kun for fodgængere og cyklister, selvom Ryomgård-banens skinner stadig ligger der helt til Allingåbro.

## Randers Havnebane
Den første Hadsundbanegård lå hvor der nu er P-hus i Fischersgade, der blev anlagt som adgangsvej til banegården. Allerede sidst i 1800-tallet havde Hadsundbanen et sidespor ned til toldstedet ved åen. På kort fra år 1900 ses det færdige forbindelsesspor mellem Hadsundbanen og Randers Station. Først i 1951 kom Hadsundbanens persontog til at køre ad dette spor til Randers Station, indtil da var det kun beregnet til udveksling af godsvogne. Men sporet blev også stamspor til Randers Havnebane, som udviklede sig i takt med havnen.
I år 1900 var der ikke meget havn i Randers. Provstholm på åens nordside var blevet landfast, men Kornkajen var ikke anlagt. Og midt i åen lå Tyveholm, Mølleholm, Postholm og flere unavngivne sumpede holme, hvor det inderste af Kulholmen senere blev anlagt med Kulkajen og Energikajen. Alle 3 kajer og selve Kulholmen fik havnespor.
Da Hadsundbanen blev nedlagt i 1969, overtog DSB den del af sporet, der gik forbi togfabrikken Scandia og mejetærskerfabrikken Dronningborg, så man stadig kunne betjene disse to store godskunder. Dronningborgs produktion blev i 2010 flyttet til Italien, og Scandia kom i 2001 under den canadiske Bombardier-koncern, som i oktober 2015 forlod Randers og satte fabriksgrunden til salg. Lokalerne er delvis udlejet, bl.a. til DSB, så der kan en sjælden gang blive kørt et tog til reparation ad det 2½ km lange industrispor, der altså ikke er nedlagt, men ikke længere kan betegnes som en havnebane efter at alle havnesporene er lukkede.
- Havnebanens trinbræt ved Randers Regnskov – i baggrunden Strømmensbro
- Øst for Randersbro grenede 3 havnespor fra, men de er alle afbrudt
- Havnesporet til Kornkajen er også afbrudt
- Det gamle Hadsundbanespor går over Toldbodgade til Scandia/Bombardier
- Kig gennem hegnet til Bombardier med et IC4-tog i 2015
- Det tilgroede spor langs Dronningborg Maskinfabrik

- Wikimedia Commons har flere filer relateret til Randers Havnebane